# Time Waits for No One (sång)
Time Waits for No One är femte spåret på Rolling Stones album It's Only Rock 'n Roll och utgavs 18 oktober 1974. Låten är skriven av Mick Jagger och Keith Richards och spelades in i Musicland Studios, München, i forna Västtyskland i november 1973 och januari 1974.
Den sex minuter och 31 sekunder långa låten börjar och avslutas med ett ljud liknande en tickande klocka och Jaggers text reflekterar över tillvarons villkor: "Time can tear down a building or destroy a woman's face / Hours are like diamonds, don't let them waste" ("Tiden kan få en byggnad att vittra sönder eller förstöra en kvinnas utseende / Timmar är som diamanter, slösa inte bort dem"). Refrängen lyder: "Time waits for no one / And it won't wait for me". ("Tid väntar inte på någon / Och den kommer inte vänta på mig")
Mick Taylor levererar här ett svävande gitarrsolo och Nicky Hopkins piano svävar också i väg och låten når på slutet ett crescendo, följt av det tickande ljudet.

## Medverkande musiker
- Mick Jagger - sång
- Mick Taylor - leadgitarr, 12-strängad akustisk gitarr och slagverk
- Keith Richards - rytmgitarr och bakgrundssång
- Bill Wyman - elbas och synthesizer
- Charlie Watts - trummor
- Nicky Hopkins - piano
- Ray Cooper - slagverk

## Källa
http://www.keno.org/stones_lyrics/timewaitsfornoone.html